# Diables de Port
Els Diables de Port van néixer al barri de la Marina del Port a Barcelona el 1996, gràcies a l'impuls d'un grup de gent que havia participat en associacions semblants. La colla, emmarcada en el Centre Cultural del Port, fou batejada tres anys més tard, el 1999. En l'acte, hi van fer de padrins els Diables de Sants, i en foren testimonis el Drac Capellà d'Horta-Carmel i l'Skamot Diabòlic de l'Hospitalet de Llobregat.
Aquell mateix any es van crear la colla de diables infantil, amb el nom d'Espurnes del Port, i el grup de tabalers. Aquest grup de percussió acompanya les actuacions de totes dues colles i també fa sortides pel seu compte.
Els Diables de Port participen activament en la vida festiva de la Zona Franca de Barcelona, però han fet aparicions públiques a tota la ciutat i també a més indrets de Catalunya –com ara Lleida o Girona– i de les Illes. Fins i tot van anar a Sarajevo, en un acte per a commemorar els deu anys de germanor amb Barcelona, arran de la col·laboració catalana en la reconstrucció de la ciutat després de la guerra de Bòsnia.
L'associació és també l'encarregada dels Gegants de la Marina. Primer va recuperar les figures de la Quimeta i d'en Magí, dos gegants que no havien aparegut a les festes del barri des de molts anys enrere. Després s'hi van afegir els de Paco Candel, els capgrossos i el Campisdrak, el gegantó de la colla infantil. Les aparicions d'aquests gegants van acompanyades amb la música d'un grup de grallers propi.